# Скотт Тіптон
Скотт Рендалл Тіптон (англ. Scott Randall Tipton; нар. 9 листопада 1956, Еспаньйола, Нью-Мексико) — американський політик-республіканець. З 2011 року він представляє штат Колорадо у Палаті представників США. Він був головою Республіканської партії Колорадо з 1997 по 2008 рік.
У 1978 році він закінчив Коледж Форт-Льюїс у Дуранго, Колорадо. Тіптон керував гончарною компанією разом зі своїм братом. У серпні 1976 він був делегатом на Національному з'їзді Республіканської партії у Канзас-Сіті. У 1980 і 1984 роках він підтримував передвиборні кампанії Рональда Рейгана. Пізніше він брав участь у виборчій кампанії Джорджа Буша. У 2006 році невдало балотувався до Палати представників США. У період з 2008 по 2010 рік він був членом Палати представників Колорадо.
Тіптон одружений, має двох доньок.